# Svatý týden
Svatý týden či Pašijový týden, příp. též Velký týden (latinsky: Hebdomas Sancta nebo Hebdomas Maior, řecky: Μεγάλη Εβδομάδα, cír. slov.: Страстна́я седмица), je významné období křesťanského liturgického roku, ve kterém si křesťané téměř všech vyznání připomínají poslední týden Ježíšova pozemského života, jeho smrt na kříži a vzkříšení.
Svatý týden začíná Květnou nedělí a končí Velikonocemi (nedělí Vzkříšení). Některé dny Svatého týdne jsou označeny zvláštním přívlastkem: Sazometná středa, Zelený čtvrtek, Velký pátek a Bílá sobota.
Mezi tradiční zvyky spojené se Svatým týdnem patří „odlet zvonů do Říma“. Při Gloria na Zelený čtvrtek se naposledy rozezní zvony a varhany, které umlknou až do Velikonoční vigilie. Místo zvonů se používají dřevěné řehtačky a klapače (s tímto zvykem se lze setkat zejména v oblastech se silnými folklórními tradicemi, např. na Slovácku, Valašsku, Chodsku či v Pošumaví).

## Tradiční názvy jednotlivých dní

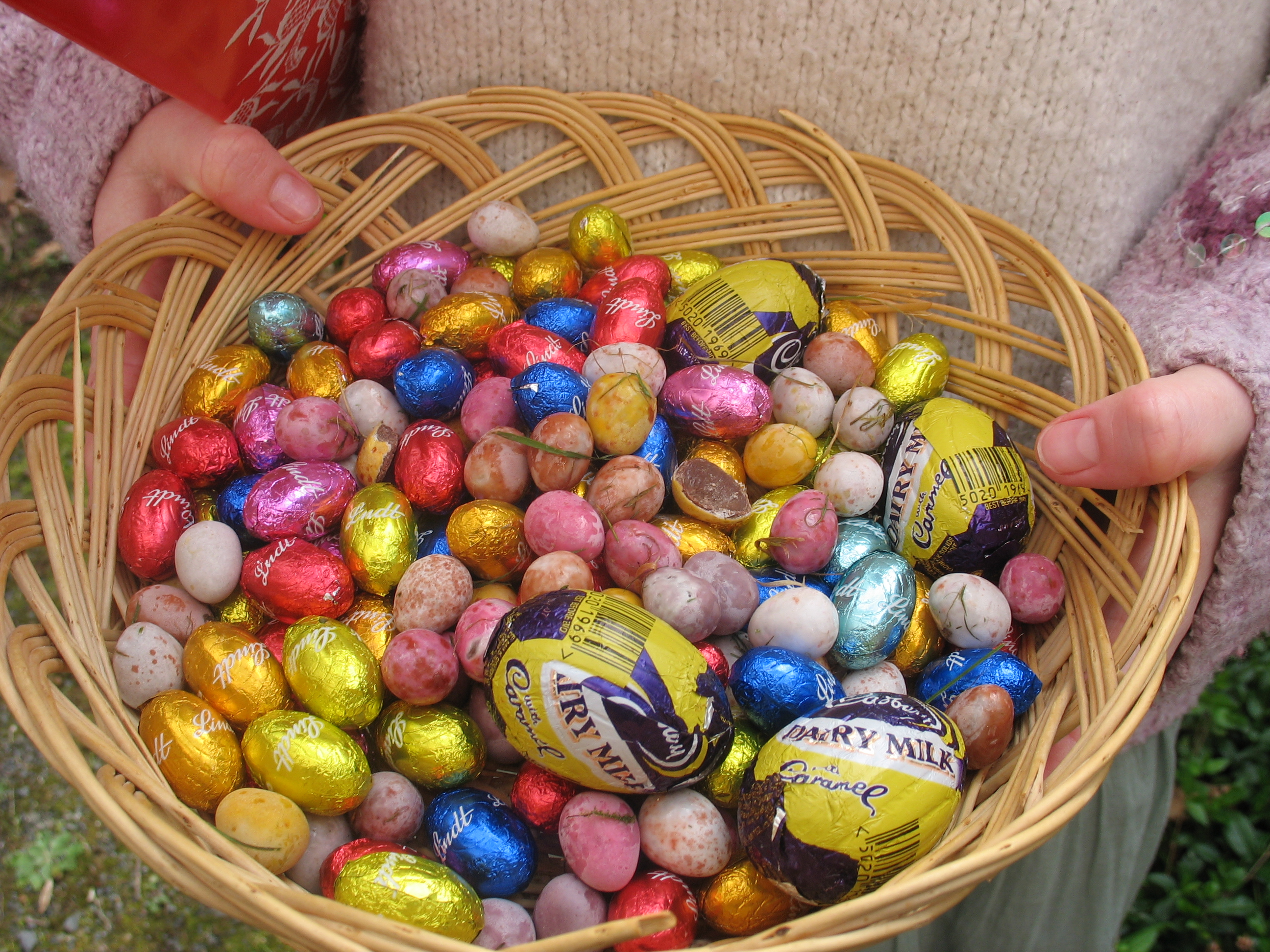
Velikonoční vajíčka se jí na Červené (Velikonoční) pondělí

| Den v týdnu | Pojmenování                                |
| ----------- | ------------------------------------------ |
| Sobota      | Lazarova                                   |
| Neděle      | Květná                                     |
| Pondělí     | Modré                                      |
| Úterý       | Žluté, modré, šedivé                       |
| Středa      | Sazometná, lidově také Smetná nebo Škaredá |
| Čtvrtek     | Zelený                                     |
| Pátek       | Velký                                      |
| Sobota      | Bílá                                       |
| Neděle      | Boží hod velikonoční                       |

## Zvyklosti spojené s jednotlivými dny
- Květná neděle: kněz v kostele žehná kvetoucí vrbové proutky (kočičky);[1] lidé si je nosí domů pro štěstí.[2]
- Modré pondělí: kostelníci mají modré hazuky, oltáře jsou zastřeny modře[2] – barvou Ježíše Krista a (jeho) očekávání.[3] Hospodyňky začínají s velikonočním úklidem.[4]
- Žluté,[5] modré[2] či šedivé[6] úterý: šedá barva souvisí s prachem – zametalo se a vymetaly pavučiny.
- Škaredá středa nebo také sazometná středa: jméno získala podle toho, že se tento den vymetaly komíny. Podle lidové pověry se v tento den lidé neměli mračit, aby se nemračili všechny středy v dalším roce. Škaredá středa přísluší do pašijového týdne, v tento den se Jidáš mračil na Ježíše.
- Zelený čtvrtek: Český přívlastek zelený byl převzat z němčiny, kde zkomolením původního názvu Greindonnerstag (lkavý čtvrtek) vznikl Gründonnerstag (zelený čtvrtek).[7] Podle pověry se v tento den jedla zelená strava (špenát, zelí atd.), aby byl člověk celý rok zdravý. O Zeleném čtvrtku se při liturgii naposledy rozeznívají kostelní zvony a utichají až do velikonoční vigilie („odlétají do Říma“; viz též pověsti o zvonech), místo zvonů a zvonků nastupují řehtačky, klapačky a hrkači.
- Velký pátek, den Kristova ukřižování, je v lidových pověrách spojován s magickými silami. V tento den se měly otevírat hory, které vydávaly své poklady a v tento den se nemělo nic půjčovat, protože půjčená věc by mohla být očarovaná; nesmělo se hýbat se zemí (rýt, kopat, okopávat) ani prát prádlo, protože by bylo namáčené do Kristovy krve.
- Bílá sobota, den ve znamení hudby a lidových tradic jako symbol ukončení pátečního půstu. Znamená čas na pečení velikonočních beránků a mazanců.
- Neděle velikonoční (Vzkříšení): Vlastní den oslav Velikonoc. Tradičně byl ve znamení dobrého jídla, slavnostního oblečení pokud možno s novými částmi oděvu a všeobecného veselí. V církvi se koná nejslavnější bohoslužba náboženského roku. Nedělní bohoslužba může začít, podle židovské tradice, s první hvězdou předchozího dne, tedy v sobotu, obvykle mezi 19–20 hod. Židé totiž počítají začátek následujícího dne od soumraku dne předešlého. Součástí bohoslužby bývá i udělování křtu, především katechumenům, kteří se předtím na křest delší dobu připravovali, a obnova křestních slibů u stávajících členů náboženské obce. Na Novojičínsku, v rámci tradice sahající až ke středověku, zvěstují zprávu o zmrtvýchvstání Krista jezdci ve svátečních oblecích na koních při tzv. jízdě kolem osení.[8]